# Tortugas Ninja (película de 2014)
Teenage Mutant Ninja Turtles (titulada Tortugas Ninja en español) es una película estadounidense sobre los personajes del mismo nombre y una adaptación de la serie de dibujos animados y reinicio de la saga de películas con el mismo nombre. Su director es Jonathan Liebesman. En el elenco se destaca la aparición de Megan Fox, Johnny Knoxville, Pete Ploszek, Noel Fisher, Jeremy Howard, Alan Ritchson, Danny Woodburn, Tony Shalhoub, William Fichtner y Will Arnett. 
La película fue anunciada poco antes de que el cocreador de las Tortugas Ninja originales Peter Laird vendiera los derechos de la franquicia a Nickelodeon en 2009. Producida por Nickelodeon Movies y la productora de Michael Bay, Platinum Dunes, y distribuida por Paramount Pictures.
La película fue estrenada el 9 de agosto de 2014. En junio de 2016 se estrenó una secuela llamada Teenage Mutant Ninja Turtles: Out of the Shadows.

## Argumento
April O'Neil es una periodista del Canal 6 de la prensa de Nueva York que ha estado investigando a una banda mafiosa y criminal llamada "El Clan del Pie" que ha estado aterrorizando a toda la ciudad con sus crímenes y asaltos. Ella interroga a un trabajador portuario sobre los envíos de productos químicos que puedan estar vinculados al Clan del Pie. April finalmente se entera de que algo sucede por los muelles. Una noche regresa y ve al Clan del Pie robando los productos químicos. April intenta grabar la escena utilizando su teléfono inteligente, pero una sombra llega y sin ningún problema acaba con todos los soldados del pie, uno por uno. Al día siguiente se lo cuenta a sus compañeros de trabajo y a su jefa Bernadette Thompson, pero nadie cree su historia. 
El Clan del Pie se entera de que hay un grupo de vigilantes dedicados a frustrar sus crímenes, y deciden responder atacando una estación de metro, para poder encontrar a los vigilantes y exterminarlos. April se apresura en llegar a la escena, con la esperanza de encontrarse con el vigilante (o al menos encontrar pruebas que confirmen su existencia). Sin embargo termina siendo una rehén más del Clan del Pie. Poco después observa a cuatro figuras en esta ocasión, que desaparecen después de derrotar fácilmente al Clan del Pie y liberar a los rehenes. Los sigue hasta una azotea y trata de fotografiarlos. Las Tortugas Ninja, Leonardo, Donatello, Michelangelo y Raphael notan su presencia y borran las imágenes de la cámara luego de que April se desmayara producto de la impresión. Las tortugas la despiertan y le entregan su celular de nuevo, advirtiéndole de no divulgar su existencia. Ella les pide que le digan qué son, y ellos dicen: "Eh, señorita... somos ninjas" (Leonardo), "Mutantes" (Rafael), "Técnicamente tortugas" (Donatello), "Oh y adolescentes, aunque sí podemos... hablar como adultos" (Miguel Ángel).
April corre a casa y abre una caja llena de documentos, imágenes, y vídeos de julio de 1999 sobre el "Proyecto Renacimiento", en el que su fallecido padre estuvo involucrado. Se da cuenta de que las tortugas que ella cuidaba en el laboratorio de su padre hace quince años parecen similares a las Tortugas Ninja y además los nombres que tenían las tortugas del laboratorio son los mismos de las Tortugas Ninja. Recuerda que su padre estaba desarrollando algún tipo de mutágeno. Ella continúa investigando y finalmente se da cuenta de que las Tortugas Ninja son las tortugas de aquel laboratorio, ya que tienen los mismos nombres de pintores italianos del Renacimiento que ella les había colocado. 
Una vez más, ella trata de convencer a Bernadette Thompson de que las tortugas son reales mostrándole la investigación que realizó durante la noche. Pero en lugar de eso Bernadette, furiosa y creyéndola loca, despide a April del Canal 6. April intenta hablarle a su compañero camarógrafo Vernon Fenwick de ellos, pero él tampoco se lo cree. Sin embargo está de acuerdo en llevarla a la mansión de Eric Sacks, un antiguo compañero de laboratorio de su padre. 
April le habla de las Tortugas Ninja, mostrándole las fotos. Sacks le cuenta su historia y le explica el Proyecto Renacimiento: él y su padre estaban cultivando el mutágeno por sus propiedades curativas. Sacks le explica que, cuando el laboratorio fue destruido, el mutágeno debió de haber causado de alguna manera que las tortugas mutaran convirtiéndose en humanoides.
Mientras tanto, en las alcantarillas, las tortugas intentan llegar a hurtadillas pero son descubiertas por su maestro, Splinter, y éste les castiga por haber subido a la superficie sin su permiso. Finalmente le cuentan acerca de que April les ha detectado y Splinter les ordena que vayan a encontrar nuevamente a April y que la traigan a su guarida, ya que corre peligro por el Clan del Pie desde que se puso en contacto con las tortugas. 
Las tortugas encuentran a April y le tapan los ojos para que no conozca la ubicación de su guarida (hasta que ella se da cuenta de que es la alcantarilla). Ellos la llevan al maestro Splinter, que le explica cómo les salvó la vida años antes cuando los rescató del fuego y los liberó en las alcantarillas, de cómo el mutágeno los convirtió en lo que son y de cómo entrenó a las tortugas por medio del antiguo arte japonés del Ninjutsu. Además, le dice que ella es el espíritu guardián de quien le habló a las tortugas cuando eran niños, diciéndole que los había protegido del fuego. April admite que le ha hablado de su existencia al socio de su padre, sin saber que Sacks es en realidad el hijo adoptivo del líder del Clan del Pie, Shredder. Splinter le cuenta que Sacks no es un amigo, que Sacks haría lo que fuera por su maestro y que Shredder es un guerrero despiadado y muy poderoso, y que ahora se tendrán que ver obligados a pelear con él ya que sabe de su existencia.
Mientras tanto, Sacks le transmite la información a Shredder. Shredder y Sacks planean difundir un virus mortal a través de Nueva York, causando una cuarentena, con el fin de hacerse con el control al ofrecer el mutágeno como una cura, usando así a la ciudad como un "Conejillo de Indias" para luego aplicarlo al Clan del Pie y desatar a sus ninjas mejorados biológicamente para atacar y dominar a la ciudad, pero, Shredder necesita a las tortugas para extraerles el mutágeno de su sangre.
Por medio del GPS del celular de April, el Clan del Pie logra encontrar a Splinter y a las tortugas en las alcantarillas, y se produce una batalla. Aunque resisten heroicamente se ven superados y los soldados del Clan del Pie capturan a Leo, Donnie y Mikey, y Shredder deja a Splinter gravemente herido. Raphael es la única tortuga que queda en libertad al escapar de los escombros de la casa, mientras el Clan del Pie asume que ha muerto. April, que ha logrado esconderse durante el combate cuerpo a cuerpo, intenta cavar para sacar a Splinter de debajo de los escombros. Raphael emerge y la ayuda. April luego trata de atender las heridas de Splinter. Splinter les da instrucciones a Raphael y April para salvar a las otras tres tortugas antes que destructor pueda extraer el mutágeno de ellos. April llama a Vernon para que los lleve al laboratorio donde se llevaron a las otras tres tortugas, y allí Vernon se da cuenta de que las tortugas son reales al ver a Raphael con sus propios ojos. 
Cuando llegan April libera a las Tortugas luego de salvarles de la muerte, y se unen a Raphael en la lucha contra Shredder, pero Shredder ya había derrotado a Raphael de nuevo y se escapa. April, las tortugas y Vernon escapan por una montaña nevada mientras los soldados del Clan del Pie y Karai empiezan a perseguirlos, pero se las arreglan para escapar. 
Las Tortugas planean atacar nuevamente a Shredder en la azotea del edificio de Sacks antes de que este libere la toxina, mientras que April y Vernon buscan el mutágeno. Sacks intenta asesinar a April en el interior del edificio, pero Sacks es noqueado por Vernon. April encuentra el mutágeno y se dirige a la azotea para dárselo a las Tortugas. Con la ayuda de April, las Tortugas finalmente derrotan a Shredder que cae del techo y termina siendo arrestado por la policía ya que seguía aún con vida. Las Tortugas usan el mutágeno, inyectándoselo a Splinter para salvarlo, lo cual surte efecto.
Esa noche (después que Shredder, Sacks y otros del Clan del Pie estando en prisión, excepto a Karai y a otros que escaparon), Vernon intenta impresionar a April con un interceptor de la policía de Ford Crown Victoria, pero desafortunadamente falla cuando las Tortugas llegan con su vehículo "El Tortu-móvil" para agradecerle a April por haberlos protegido, y accidentalmente explotan con un lanzamisiles el auto de Vernon. Las tortugas le ofrecen a April y Vernon un viaje a casa, pero ella amablemente rechaza la oferta. La película termina con Mikey cantando una canción de amor a April para disgusto de sus hermanos.
En una pequeña escena poscréditos se ve a Raphael y Mikey saltando por el techo, de día y ocultándose en un cartel de Victoria´s Secret para que las personas no los vean y luego siguen su camino.

## Reparto

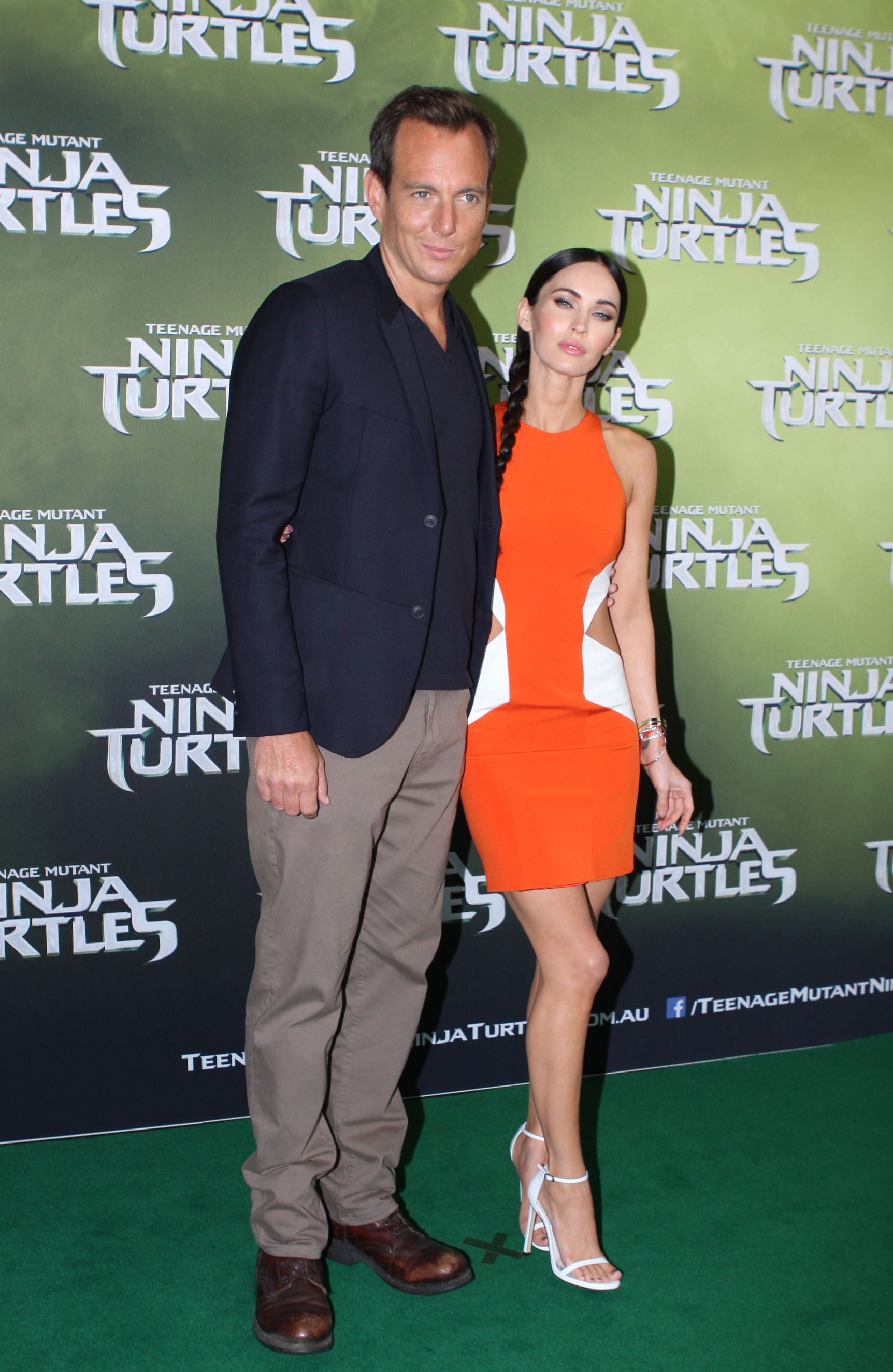
Will Arnett y Megan Fox en la premier de la película

- Megan Fox como April O'Neil la reportera del canal 6.
  - Malina Weissman como April O'Neil de niña.
- Johnny Knoxville como Leonardo
- Alan Ritchson como Raphael.
- Noel Fisher como Michelangelo.
- Jeremy Howard como Donatello.
- William Fichtner como Eric Sacks.
- Tohoru Masamune como Shredder.
- Danny Woodburn como Splinter.
- Will Arnett como Vernon Fenwick.
- Minae Noji como Karai.
- Whoopi Goldberg como Bernadette Thompson.
- Abby Elliott como Taylor.
- Taran Killam como Jim McNaughton.
- K. Todd Freeman como Baxter Stockman.
- Paul Fitzgerald como Dr. Kirby O'Neil

## Doblaje
| Personaje           | España                  | Hispanoamérica          |
| ------------------- | ----------------------- | ----------------------- |
| Leonardo            | Paco Vaquero            | Héctor Emmanuel         |
| Michelangelo        | Miguel Ángel Garzón     | Luis Daniel Ramírez     |
| Rafael              | Pablo Sevilla           | Gerardo Alonso          |
| Donatello           | Juan Logar Jr           | Alan Fernando Velázquez |
| April O'Neil        | Graciela Molina         | Liliana Barba           |
| Eric Sacks          | Luis Bajo               | Roberto Mendiola        |
| Vernon Fenwick      | Miguel Ángel Montero    | Sergio Gutiérrez        |
| Maestro Splinter    | Luis Mas                | Herman López            |
| Shredder            | Alejandro García        | Jorge Badillo           |
| Bernadette Thompson | Lucía Esteban           | Magda Giner             |
| Karai               | Catherina Martínez      | Gwendolyne Flores       |
| Taylor              | Catherina Martínez      | Karla Falcón            |
| Concejal Dan Gregor | Roberto Cuenca Martínez | Alejandro Villeli       |
| Harley Pasternak    | Juan Amador Pulido      | Manuel Campuzano        |
| Sr. Rivetti         | Luis Fernando Ríos      | Armando Réndiz          |

## Producción

### Rodaje
La filmación comenzó 22 de marzo de 2013 en Tupper Lake, Nueva York. El rodaje comenzó en abril en la ciudad de Nueva York y en Jones Beach State Park en Wantagh, en Long Island, Nueva York. El 20 de abril de 2013, la película fue renombrada como Teenage Mutant Ninja Turtles. El 29 de abril de 2013, Michael Bay se retractó de los comentarios que las tortugas serán extranjeras. Fotos se hicieron públicas que muestra a los actores con trajes de tortugas completos con caparazones de tortuga de tamaño natural, con cada actor vistiendo brazaletes y con los colores acentuados correspondiente a cada tortuga. La producción de la película comenzó el 3 de agosto de 2013, filmaciones adicionales ocurrieron en noviembre de 2013 y enero de 2014.

## Estreno
La fecha de lanzamiento fue movida varias veces hasta que se fijó para el 8 de agosto de 2014. La película se estrenó el 29 de julio de 2014 en la Ciudad de México.

### Promoción
Un teaser tráiler de la película fue mostrada en el Cinema Con el 24 de marzo de 2014. Después fue lanzado al público el 27 de marzo de 2014. El 13 de abril de 2014, el primer TV spot de la película fue lanzado y el 10 de abril otra versión del tráiler. Playmates Toys anuncio una nueva línea de juguetes basada en esta entrega cinematográfica. Nickelodeon Consumer Products también anunció una línea de mercancía completa de productos basados en la película, que estará disponible en julio de 2014 en la temporada de vacaciones. El 23 de junio de 2014, Paramount dio a los aficionados la oportunidad de ver los nuevos carteles y un nuevo tráiler de las tortugas votando por su favorito en Twitter, al día siguiente, Paramount dio a conocer un nuevo tráiler que incluye el sencillo "Reptile's Theme Song" de Skrillex. Un segundo anuncio de televisión de la película fue estrenado el 3 de julio de 2014. El 7 de julio de 2014, Pizza Hut ha anunciado una nueva campaña de publicidad de la película, que incluye el regreso de la cadena de Cheesy Bites Pizza, así como concursos en las redes sociales de temáticas alrededor de la película, y un anuncio de televisión que muestra las nuevas encarnaciones de los personajes de la película. El 10 de julio de 2014, cuatro carteles de movimiento de las tortugas fueron publicados y el nuevo anuncio de televisión debutó ese día también. Paramount promoverá la película el 24 de julio, en la San Diego Comic-Con International 2014. Un nuevo anuncio de televisión fue lanzado el 15 de julio de 2014.

## Recepción
Tortugas Ninja ha recibido críticas mixtas a negativas por parte de la crítica y de la audiencia. En el portal de internet Rotten Tomatoes, la película posee una aprobación de 22%, basada en 133 reseñas, con una puntuación de 4.2/10 por parte de la crítica y con un consenso que dice: "Ni lo suficientemente entretenida para recomendar ni notablemente horrible, Tortugas Ninja puede soportar la distinción de ser la película más tonta jamás hecha sobre reptiles bípedos parlantes", mientras que de parte de la audiencia tiene una aprobación de 51%.
La página Metacritic le ha dado a la película una puntuación de 31 de 100, basada en 33 críticas, indicando "reseñas generalmente desfavorables". Las audiencias de CinemaScore le han dado una puntuación de "B" en una escala de A+ a F, mientras que en el sitio IMDb los usuarios le han dado una puntuación de 5.9/10, con base en más de 160 943 votos.

## Banda sonora
Lista de canciones
Toda la música compuesta por Brian Tyler.
La canción temática del doblaje japonés es "Secret de Onegaishimasu" de RIP SLYME. La canción tema del doble chino es "Born to Fight" de UNIQ.

Todas las canciones escritas y compuestas por Brian Tyler. 
| N.º | Título                                             | Duración |  |
| 1.  | «Teenage Mutant Ninja Turtles»                     | 4:45     |  |
| 2.  | «Adolescent Genetically Altered Shinobi Terrapins» | 4:31     |  |
| 3.  | «Splinter vs. Shredder»                            | 6:25     |  |
| 4.  | «Origins»                                          | 6:02     |  |
| 5.  | «Brotherhood»                                      | 1:19     |  |
| 6.  | «Turtles United»                                   | 4:10     |  |
| 7.  | «Rise of the Four»                                 | 3:34     |  |
| 8.  | «The Foot Clan»                                    | 3:17     |  |
| 9.  | «Shellacked»                                       | 6:47     |  |
| 10. | «Project Renaissance»                              | 1:57     |  |
| 11. | «Shortcut»                                         | 4:41     |  |
| 12. | «Shredder»                                         | 5:59     |  |
| 13. | «Cowabunga»                                        | 4:35     |  |
| 14. | «99 Cheese Pizza»                                  | 1:49     |  |
| 15. | «Adrenaline»                                       | 6:26     |  |
| 16. | «Buck Buck»                                        | 4:11     |  |
| 17. | «TMNT March»                                       | 2:07     |  |

## Videojuego
Magic Pockets lanzó un videojuego basado en la película para Nintendo 3DS, y está disponible desde el 8 de agosto de 2014. Un juego para móviles también basado en la película, fue lanzado el 24 de julio de 2014.

## Secuela
Fichtner reveló en una entrevista que ha firmado para tres películas de las Tortugas Ninjas. Noel Fisher también reveló en una entrevista que los cuatro actores de las tortugas han firmado para tres películas también. Liebesman y Fuller habían confirmado que Casey Jones (otro aliado y amigo de April y las Tortugas), así como los mutantes Bebop y Rocksteady (aliados de Shredder) aparecerán en las secuelas. También hay planes para el Krang (formando alianza con Shredder) y la Dimensión X en las secuelas también. El 10 de agosto de 2014, Paramount anunció que la secuela se estrenaría el 3 de junio de 2016, con Michael Bay como productor y Josh Appelbaum y André Nemec regresando como guionistas.
Finalmente, esta secuela, con el nombre de Teenage Mutant Ninja Turtles: Out of the Shadows fue estrenada en junio de 2016.